# 竹富町立大原中学校
竹富町立大原中学校（たけとみちょうりつ おおはらちゅうがっこう）は、沖縄県竹富町(西表島)にある町立中学校。

## 通学区域
- 大原小学校、古見小学校区域[2]